# Каринские арские князья
А́рские князья́ (Ка́ринские князья) — татарские княжеские роды, проживавшие в селе Карино Вятской губернии. Часть родов восходит к полулегендарному предку Кара-беку. В отличие от дворянских родов других групп служилых татар, все члены рода носили титул князь, а не мурза.
Кара-бек, согласно шежере рода Яушевых, происходит из рода билярских эмиров, появился в Вятской земле в XV веке. Есть также версия, что он выходец из улуса Нукус Мангытского юрта, появился в Вятской земле в 1462 при Иване III. Он основал село Карино (тат. Нократ). Согласно шежере, он потомок Баджмана (праправнук: сын Канбар-бека, внук Калдар-бека, правнук Балым-бека, сына Баджмана). Есть несколько гипотез о происхождении Баджмана. По первой — он из рода эмиров Буляра (версия самого рода), по второй (версия Марселя Ахметзянова) — из рода Мангыт.
Чураков В. С. среди версий происхождения упоминает следующие: от булгарских властителей, от золотоордынских наместников на Вятке, от князей Арской земли Казанского ханства. При этом сам он придерживается мнения, что родоначальник династии Кара-бек был выходцем из улуса Нукус Мангытского юрта. Основываясь на сведениях из Нусрат-наме, некоторые исследователи возводят происхождение Каринских арских князей к Джучи.

## Княжеская династия
- Князь Девлетьяр Мухаметказыев. Ему в 1509 году были пожалованы земли по реке Чепце.
- Князь Сейтяк Алисуфов. В 1505 году великий князь Иван III Васильевич жаловал его «ведати по старине» удмуртов («вотяков») и чуваш.

## Фамилии
Происходят от двух сыновей Кара бека, князя Мухаммеда (тат. Мөхәммәт бик) и князя Гали (тат. Гали бик).
- Араслановы. Родоначальник — Арслан Хилялов, 6-е колено от князя Мухаммеда.
- Байкеевы. Родоначальник — Байкей мурза Бигеев, сын князя Биги и внук князя Яуша, 5-е колено от князя Гали.
- Бозяковы (Бузюковы). Родоначальник — Бузюк Чураев, 5-е колено от князя Мухаммеда.
- Деветьяровы. Родоначальник — князь Девлетьяр Мухаметказыев.
- Долгоаршинные. Родоначальник — Уразай Долгоаршин сын Арслана Мурсеитова, 8-е колено от князя Мухаммеда.
- Дуняшевы. Родоначальник — Дуняш (Денислам) Мурсеитов.
- Зянчурины. Родоначальник — Зянчура (Янчура) Дюняшев.
- Касимовы. Родоначальник — князь Касим Газиев, правнук князя Сейтяка.
- Сейтяковы. Родоначальник — князь Сейтяк Алисуфов (тат. Сәйтәк бик Әлсуфый улы), внук князя Гали.
- Хиляловы. Родоначальник — князь Хилал Халилов.
- Хузясеитовы (Хозясеитовы). Родоначальник — Хузясеит Янсеитов (тат. Хуҗасәет Җансәет улы), внук князя Сейтяка.
- Яушевы. Родоначальник — князь Яуш (тат. Чуваш бик Әлсуфый улы), внук князя Гали.
- Рахмангуловы Родоначальник — князь Урук (баш. Кинзябизово) правнук князя Гали (смена фамилии 1918 г.).

## Каринский некрополь
На кладбищах Верхнего и Нижнего Карино находили надгробия, на которых было написано «Саид бек Тульбек оглы, умер в 1509 году», «Саид бек Гали Суфуев, умер в 1543 году»; есть и более ранние, датируемые 1504 годом.

## Генетический паспорт
Представителям рода Каринских князей (Деветьяровы, Арслановы, Хиляловы) был сделан ДНК-тест Y-хромосомы, показавший наличие у них гаплогруппы N1b-Y67014.